# Union féministe libre
L'Union féministe libre (UFL) est une association de lutte contre les violences basées sur le genre et la sexualité au Maroc, créée en 2016. Nidal Azhari en est la présidente.

## Description
Créée le 21 mars 2016, l'Union féministe libre est une association qui lutte contre les violences basées sur le genre et la sexualité. C'est la première structure ayant obtenu l’autorisation du gouvernement marocain pour lutter contre les violences liées au genre et à l’orientation sexuelle. Nidal Azhary en est la directrice exécutive. 
Elle assure une assistance juridique, psychologique et médicale pour les survivants à toutes les formes de violations et discriminations sexiste ou homophobes. Elle propose des séances d'écoute avec un psychologue, et la mise à disposition si besoin de psychiatre et d'avocat. Elle organise également des sensibilisations sur les violences faites aux femmes par le biais de rencontres, des conférences, projections, débats, séances de lectures, cours d'autodéfense, ateliers.
L'Union féministe libre plaide pour les droits des femmes et de la communauté LGBTQ+. Elle a ainsi participé avec une quarantaine d'association à une mobilisation du mouvement féminin au Maroc, pour une réforme profonde du Code de la famille marocain, l'accusant d'être discriminatoire. Ce mouvement exige une « révision globale et profonde de tous les livres du Code de la famille, y compris celui relatif à la succession, sur la base des deux principes d'égalité et de non-discrimination fondée sur le sexe, la croyance et la situation familiale des enfants, conformément aux dispositions de la Constitution et de la Convention sur l'élimination de toute forme de discrimination à l'égard des femmes ».
L'Union Féministe Libre a également pris position pour la dépénalisation des rapports de même sexe au Maroc aux côtés d'autres associations, à la suite de l'arrestation de deux jeunes filles pour homosexualité, après un baiser.

## Application Manchoufouch
En 2014 Nidal Azhary et ses amies sont agressées verbalement à Meknes, un homme les interpelant avec les mots «A zine, manchoufouch?» (traduction : «Hé, ma jolie, je peux te voir ?»). Azhari poursuit son assaillant en justice, qui est condamné. Cette affaire la conduit à monter une plateforme en ligne permettant aux femmes de dénoncer le harcèlement.
L'Union féministe libre a lancé, le 21 mars 2018 à Rabat, la première application de documentation du harcèlement au Maroc, disponible en dialecte marocain et en français sur Google Play. Manchoufouch est une plateforme qui permet de dénoncer toute sorte de violence basée sur le genre et/ou la sexualité. Les incidents reportés sont visibles sur une cartographie en ligne, l'association oriente les témoins ou victimes ayant partagé leur témoignage vers des relais associatifs et informe sur les droits, notamment en  vue d'éventuelles poursuites judiciaires. Un bouton demander de l'aide permet de solliciter systématiquement les autorités compétentes.